# Jean-François de La Croix
Pour les articles homonymes, voir Delacroix.
Jean-François de La Croix est un écrivain français qui vivait dans la seconde moitié du XVIIIe siècle. On ne sait rien de la vie de ce fécond compilateur, qui a publié, sous le voile de l’anonyme, un grand nombre d’ouvrages sur l’éducation et l’histoire.

## Œuvres
Nous citerons de lui : 
- l’Esprit de Mlle de Scudéry (Paris, 1766, in-12) ;
- Abrégé chronologique de l’histoire ottomane (Paris, 1768, 2 vol. in-8°);
- Anecdotes anglaises jusqu’à la fin du règne de George III (Paris, 1769) ;
- Anecdotes italiennes (Paris, 1769) ;
- Anecdotes du Nord (Paris, 1770) ;
- Anecdotes militaires de tous les peuples (Paris, 1770, 3 vol. in-8°), réédité sous le titre de Dictionnaire historique des sièges et batailles mémorables (1771) ;
- Anecdotes des républiques (Paris, 1771, 2 vol. in-8°);
- Anecdotes arabes et musulmanes, avec Hornot (1772).

On lui doit encore : 
- Dictionnaire portatif des faits et dits mémorables de l’histoire ancienne et moderne (1768, 2 vol. in-8°) ;
- Dictionnaire historique des femmes célèbres (Paris, 1769, 2 vol. in-8°) ;
- Dictionnaire historique des cultes religieux établis dans le monde (Paris, 1770, 3 vol. in-8°), plusieurs fois réédité;
- Dictionnaire historique des saints personnages (Paris, 1772, 2 vol. in-8°).

Lacroix a collaboré à l’histoire littéraire des femmes françaises de l’abbé de La Porte (1769).

## Source
« Jean-François de La Croix », dans Pierre Larousse, Grand dictionnaire universel du XIXe siècle, Paris, Administration du grand dictionnaire universel, 15 vol., 1863-1890 [détail des éditions].